# Idioma wiyot
El idioma wiyot (también "wishosk" o lengua wiyot) es una lengua muerta, de tipo álgico. Fue empleada por el pueblo wiyot, que habitó la Bahía de Humboldt, California. Es una rama de la familia macro-algonquina, aunque está cultural y lingüísticamente próxima a los yurok. La última hablante nativa, Della Prince, murió en 1962. Desde entonces, algunos descendientes wiyots han intentado revivir el idioma
La palabra "wiyot" etimológicamente deriva de "Wiyat", el nombre aborigen del delta del río Eel.
La conexión del wiyot y el Idioma yurok de California con las lenguas algonquinas fue propuesta por primera vez por Sapir (1913), siendo muy controvertida en su tiempo. Sin embargo, tal relación fue posteriormente demostrada.

## Geografía y cultura
Los asentamientos wiyot estaban más bien localizados en corrientes y bahías que en el océano mismo. Los poblados estaban, en su mayoría, compuestos entre 4 y 12 casas, con una media de 30 personas por poblado, 
Sus hablantes era principalmente pescadores de salmón y peces de río de la ribera oceánica, aunque también recolectaban moluscos, almejas y mamíferos terrestres. 
La riqueza de su gente se mostraba dependiendo de la cantidad de conchas dentadas, cuchillos labrados y pieles de ciervos que poseían. No había una estructura política definida aunque las personas influyentes eran los hombres adinerados. Todo conflicto, incluso los episodios sangrientos, se podían solucionar a cambio de conchas dentadas. 
En su cultura existía la figura de los chamán wiyot que eran en su mayoría mujeres cuyos poderes provenían de la fuerza de los montes y montañas y afloraban por la noche. Eran las curanderas de la época. 
Aunque los wiyot pertenecían a la región cultural noroccidental de la costa, su religión contiene elementos de la cultura de California, incluyendo un Dios creador y muchas personificaciones de animales.

## Datos
Junto con la lengua yurok, esta lengua conforma el grupo ritwan. vinculado a las lenguas algonquinas.

## Gramática
El orden de la frase es completamente libre, aunque en la posición inicial se indica un énfasis especial. Dentro de ella hay tres grandes clases de palabras: nombres, verbos y partículas. Ej: nó (previamente), tawó (donde). 
El verbo es el centro del proceso morfológico de esta lengua. 

## Comparación léxica
Comparación de los numerales y otro léxico común
| GLOSA       | Wiyot        | Yurok   | PROTO- C-ALGON. |
| ----------- | ------------ | ------- | --------------- |
| '1'         | kúʔc-ad      | koht    | *kot            |
| '2'         | ṛít-ad       | niʔiy   | *niˑš           |
| '3'         | ṛíkh-ad      | nahksey | *neʔθ           |
| '4'         | ṛiyóhw-ad    | čoʔoney |                 |
| '5'         | wehsoghál-ad | meruh   |                 |
| 'brazo'     | šoˑn-        | -sen    | *-θen-          |
| 'hueso'     | watkaṛ       | wəɬkəˑʔ | *waθkan-        |
| 'mi ojo'    | ṛaliˑṛ       | neylin  | *neškiˑn        |
| 'su pierna' | wačkoč       | wacka   | *wexkaˑc        |
| 'su hígado' | watwaṛ       | weɬkun  | *weθkwan        |
| 'su boca'   | walul        | weluɬ   | *wetoˑn         |
| 'su lengua' | wiˑt         | weypɬ   | *wiˑθan         |
| 'su diente' | wapt         | warpeɬ  | *wiˑpit         |
| 'su cola'   | wadiˑʔl      | wəɬəy   | *waθany-        |
| 'grasa'     | puʔm         | pemey   | *pemi           |
| 'árbol'     | -oˑtiʔ       | tepoˑ   | *-aˑhtekw-      |
| 'beber'     | meno         | ___     | *mene           |
| 'robar'     | komar        | kemol-  | *kemot          |
| 'largo'     | ɬoʔw         | know    | *kenw-          |

En la tabla anterior se han empleado algunos signos comúnmente usados por los americanistas entre ellos:
- /c, č/ = AFI /ʦ, ʧ/
- /š, ž/ = AFI /ʃ, ʒ/